# Petropedetes parkeri
Petropedetes parkeri är en groddjursart som beskrevs av Jean-Louis Amiet 1983. Petropedetes parkeri ingår i släktet Petropedetes och familjen Petropedetidae. IUCN kategoriserar arten globalt som livskraftig. Inga underarter finns listade i Catalogue of Life.